# 高井七海
高井 七海（たかい なみ、1984年4月30日 - ）は、日本の元AV女優。
神奈川県出身。
趣味：歌、ピアノ、ダーツ。特技：ボウリング、バスケットボール。   

## 略歴
- 2003年10月 - AVデビュー。

## 作品

### アダルトビデオ
- あの日の想ひ出（2003年10月31日、トライハート）
- emotion（2003年11月28日、トライハート）
- プリティーワイフ（2003年12月26日、トライハート）
- 高井七海のCosplasshion（2004年1月30日、トライハート）
- あなたに逢いたい（2004年2月27日、トライハート）
- 女教師の秘蜜（2004年3月26日、トライハート）
- Wet＆Messy（2004年4月30日、トライハート）
- AVメジャーリーグ（2004年6月25日、トライハート）
- S≒M（2004年7月30日、トライハート）
- 極淫（アブノーマル）エロス（2004年8月27日、トライハート）
- 恥感少女（2004年10月22日、GLAY'z）
- 女子○生拉致監禁（2004年11月19日、GLAY'z）
- デジタルモザイク裏攻略（2004年12月17日、GLAY'z）
- コスプレ女子校生リターンズ（2004年12月24日、TMA）共演:水希遥、日高ゆりあ
- SexiA 裏映像集（2004年12月24日（レンタル）/ 2005年1月14日（セル）、トライハート）他出演:瀬戸準、美保唯、金城アンナ、仲村もも、穂花
- SMっぽいの好きですか？いもうと系（2006年6月30日、笠倉出版社）他出演:美保唯、今井つかさ
- 32人の乳もみインタビュー 4時間（2007年8月10日、TMA）他31名出演
- GOLDEN TICKET 9（2007年12月19日、A-BOX）他出演:高野らん、竹本里緒、園部りか、高岡初美、芹沢樹梨

### イメージビデオ
- pride（2004年11月25日、イーネットフロンティア）